# Satyrus pupillata
Satyrus pupillata är en fjärilsart som beskrevs av Robert Christopher Tytler 1926. Satyrus pupillata ingår i släktet Satyrus och familjen praktfjärilar. Inga underarter finns listade.